# Hieronymus Cock
Hieronymus (Jérôme) Cock (Kock) (Antuérpia, c. 1510–1570), foi um pintor e gravador em água forte flamengo, mas tornou-se mais importante como publicador e distribuidor dos trabalhos dos Mestres da gravura.

## Biografia
Cock nasceu numa família de pintores. Seu pai foi Jan Wellens de Cock, e seu irmão era Matthys Cock (1505-1548). Iniciou suas primeiras pinturas na Antuérpia em 1548. Até sua morte em 1570 veio a se tornar o mais proeminente editor da Europa ao norte dos Alpes, cuja editora tinha o nome de Aux quatre vents (Casa dos Quatro Ventos).
A empresa de Cock desempenhou importante papel na divulgação da Alta Renascença italiana no norte europeu com as reproduções que publicava, feita por gravadores como Giorgio Ghisi e Cornelis Cort que conviveram com pintores italianos como, dentre outros, Rafael, Primaticcio e Andrea del Sarto.
Cock também favoreceu as invenções de seus contemporâneos flamengos e holandeses, como Frans Floris, Pieter Bruegel e Maarten van Heemskerck. Sua viúva Volcxken Diercx prosseguiu com a editora até sua morte, em 1601.

## Trabalho artístico
Foi admitido como pintor na Guilda de São Lucas, na Antuérpia, em 1545.
Entre 1546 a 1548 trabalhou em Roma. Quando retornou à terra natal, em 1548, fundou a sua editora. Giorgio Ghisi e Dirck Volckertsz Coornhert trabalharam ali com ele, e Cornelis Cort foi seu aprendiz. Fez gravuras baseadas nos trabalhos de Pieter Bruegel o velho e de Hieronymus Bosch. Com o cartógrafo espanhol Diego Gutiérrez, colaborou na confecção do Mapa da América, de 1562.

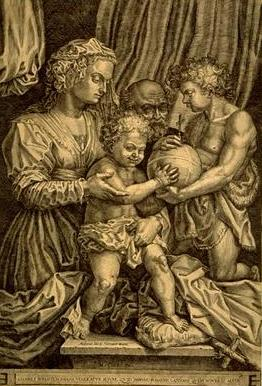
A Sagrada Família com João Batista, por Hieronymus Cock (sobre obra de Andrea del Sarto)

A partir de 1557 Philippe Galle trabalhou em sua casa impressora, e mais tarde veio a sucedê-lo ali. Vincenzo Scamozzi copiou muitas das gravuras publicadas por Cock, para seu próprio volume, em Roma.